# Fulmine (1896)
«Фульміне» (італ. Fulmine) — перший ескадрений міноносець Королівських ВМС Італії кінця XIX століття.

## Історія створення
«Фульміне» був першим есмінцем у складі італійського флоту. Він був розроблений генерал-інспектором Корпусу морських інженерів Ернесто Мартінецом (італ. Ernesto Martinez)
 під впливом аналогічних розробок британського та німецького флоту.
«Фульміне» багато в чому був експериментальним кораблем. Його розробка, будівництво та експлуатація дали змогу набути досвіду італійському кораблебудуванню. Тоді як озброєння  відповідало заявленим вимогам, корпус корабля мав певні проблеми, внаслідок чого корабель не зміг досягнути замовленої швидкості у 26,5 вузлів.  
«Фульміне» був єдиним кораблем свого класу. Із врахуванням досвіду, набутого при його будівництві та експлуатації, були розроблені наступні класи есмінців: «Лампо», «Нембо» та «Сольдато», які були побудовані в Італії. 

## Історія служби
У 1910 році італійський фізик Доменіко Пачіні використовував «Фульміне» для серії експериментів з іонізації повітря.
Есмінець «Фульміне» брав участь в італійсько-турецькій війні. 10 квітня 1912 року він разом з броненосними крейсерами «Карло Альберто», «Марко Поло» та допоміжними крейсерами брав участь в обстрілі міста Зуара — центру постачання військових матеріалів для турецьких загонів. 
З початком Першої світової війни «Фульміне» тимчасово був зарахований до складу 5-ї ескадри есмінців (разом з «Нембо», «Бореа», «Турбіне»,  «Есперо» та «Авкілоне»), але до участі у бойових діях не залучався.
Незважаючи на те, що «Фульміне» вже був застарілим кораблем, він залучався до супроводу конвоїв та протичовнового патрулювання. Під час однієї з конвойних операцій «Фульміне» опосередковано став причиною загибелі транспортного корабля «Мінас». Під час війни Середземне море було поділене на зони відповідальності французького, італійського та британського флоту.
У лютому 1917 року з Неаполя в Салоніки вирушив транспортний корабель «Мінас» у супроводі есмінця «Фульміне». На відсталі близько 200 миль на схід від Мальти закінчувалась зона відповідальності італійського флоту і починалась зона відповідальності британського флоту. Але жоден британський корабель не прийшов для супроводу «Мінаса», який зрештою був потоплений німецьким підводним човном «SM U 39» у точці з координатами 36°25′ пн. ш. 18°24′ сх. д. / 36.417° пн. ш. 18.400° сх. д., внаслідок чого загинуло 870 чоловік..
У 1921 році «Фульміне» був виключений зі складу флоту і зданий на злам.